# Innu
Innu (francuski: Montagnais, spolszczenie: Innuici lub Innuitowie, w innu-aimun: „istoty ludzkie”) – grupa leśnych Indian Ameryki Północnej z rozproszonych osiedli wschodniego Quebecu i Labradoru w Kanadzie, złożona ze spokrewnionych ze sobą algonkiańskich plemion Montagnais (większego, żyjącego zasadniczo bardziej na południu) oraz Naskapi (mniejszego, zamieszkującego bardziej na północy). Spokrewnieni językowo i kulturowo z Indianami Kri.
Innuici liczą obecnie ok. 28 tys. członków (z czego ok. 25 tys. w Quebecu). Niegdyś wędrowni myśliwi i zbieracze, żyjący w namiotach okrywanych zwierzęcymi skórami. W XX wieku przesiedleni – czasem przymusowo - do stałych osiedli (głównie na północnym brzegu Zatoki Świętego Wawrzyńca i w głębi Labradoru). Utrzymują się głównie z dorywczych prac leśnych, myślistwa, rybołówstwa i opieki socjalnej, na skutek gwałtownych przemian społecznych, kulturowych i ekonomicznych zmagając się przy tym z licznymi przypadkami alkoholizmu, narkomanii, przemocy w rodzinie i samobójstw. Ok. 50% populacji posługuje się nadal jednym z języków rodziny algonkiańskiej. Praktycznie wszyscy znają też francuski .
Z wyjątkiem społeczności Naskapi Nation of Kawawachikamach z Quebecu, która w 1978 roku podpisała porozumienie z rządem, pozostałe społeczności Innu nigdy oficjalnie nie zrzekły się swoich ziem na rzecz Kanady na mocy traktatu i systematycznie występują z roszczeniami terytorialnymi i wnioskami o rekompensatę.
Najbardziej znanymi członkami ludu Innu są członkowie istniejącej od 1984 folk-rockowej grupy Kashtin, jednej z najpopularniejszych tubylczych grup muzycznych Kanady, znanej m.in. ze wspólnych występów z Robbie Robertsonem oraz albumów Kashtin, Innu i Akua Tuta.
Innu nie należy mylić z Inuit (nazwa własna i ang. Inuit, spolszczenie: Inuici), znanymi wraz z ludem Yupik jako Eskimosi. Jedni i drudzy to tubylcze ludy Ameryki, ale tylko Innu to Indianie. Poza tym, o ile Innu żyją we wschodniej Kanadzie, to Inuici zamieszkują Arktykę od Alaski po Grenlandię, a Yupik zamieszkują Alaskę i północno-zachodnią Syberię w Rosji.